# 1997 SX33
1997 SX33 är en asteroid i huvudbältet som upptäcktes den 17 september 1997 av Beijing Schmidt CCD Asteroid Program vid Xinglong-observatoriet.
Asteroiden har en diameter på ungefär 9 kilometer och den tillhör asteroidgruppen Themis.